# Хав'єр Ірурета
Хав'єр Ірурета (ісп. Javier Irureta; нар. 1 квітня 1948, Ірун) — іспанський футболіст, що грав на позиції нападника. По завершенні ігрової кар'єри — футбольний тренер.
Виступав, зокрема, за клуби «Атлетіко» (Мадрид) та «Атлетік» (Більбао), а також національну збірну Іспанії.
Дворазовий чемпіон Іспанії, володар Кубка Іспанії з футболу та Міжконтинентального кубка. Як тренер вигравав чемпіонат Іспанії, Кубок і двічі Суперкубок країни.

## Клубна кар'єра
У дорослому футболі дебютував 1965 року виступами за команду клубу «Реал Уніон», в якій провів два сезони.
Своєю грою за цю команду привернув увагу представників тренерського штабу клубу «Атлетіко», до складу якого приєднався 1967 року. Відіграв за мадридський клуб наступні вісім сезонів своєї ігрової кар'єри. Більшість часу, проведеного у складі «Атлетіко», був основним гравцем атакувальної ланки команди.
У 1975 році перейшов до клубу «Атлетік Більбао», за який відіграв 5 сезонів. Граючи у складі «Атлетика» також здебільшого виходив на поле в основному складі команди. Завершив професійну кар'єру футболіста виступами за команду «Атлетик» у 1980 році.

## Виступи за збірні
У 1972 році дебютував в офіційних матчах у складі національної збірної Іспанії. Протягом кар'єри у національній команді, яка тривала 4 роки, провів у формі головної команди країни лише 6 матчів.
1979 року провів одну гру за невизнану міжнародними футбольними організаціями збірну Країни Басків.

## Кар'єра тренера
Розпочав тренерську кар'єру, повернувшись до футболу після невеликої перерви, 1984 року, очоливши тренерський штаб клубу «Сестао Спорт».
Надалі очолював команди клубів «Логроньєс», «Реал Ов'єдо», «Расінг», «Атлетік Більбао», «Реал Сосьєдад», «Сельта Віго», «Депортіво», «Реал Бетіс», а також, збірну Країни Басків. Найбільш успішною була робота тренера з «Депортіво», команду якого він в сезоні 1999/2000 привів до перемоги у чемпіонаті Іспанії.
Останнім місцем тренерської роботи був клуб «Реал Сарагоса», команду якого Хав'єр Ірурета очолював як головний тренер 2008 року.

## Титули та досягнення

### Як гравця
- Чемпіон Іспанії (2):

«Атлетіко»: 1969–70, 1972–73
- Володар Кубка Іспанії з футболу (1):

«Атлетіко»: 1971–72
- Володар Міжконтинентального кубка (1):

«Атлетіко»: 1974

### Як тренера
- Чемпіон Іспанії (1):

«Депортіво»: 1999–00
- Володар Кубка Іспанії з футболу (1):

«Депортіво»: 2001–02
- Володар Суперкубка Іспанії з футболу (2):

«Депортіво»: 2000, 2002